# 画中人
《画中人》系中华人民共和国长春电影制片厂于1958年摄制的一部电影的片名，导演为王滨，主演人为李忆兰、白德彰等。剧中核心人物是巧姐和庄哥，中心思想是反封建。影片取材于民间故事。由神话剧改编而成，它赞美了巧姐庄哥纯洁、坚贞和美好的爱情，批判了皇帝及巫臣凭借皇权，荒淫霸道的罪恶行径，呈现出封建时代统治者与人民的尖锐阶级对立。该片故事曲折动人，引人入胜，既适应了观众”惩恶扬善”、“团圆欢喜”的鉴赏心理，又以对皇帝的批判使之闪耀着反封建的思想光辉。该片运用电影技巧，构置了具有神灯色彩的奇异景象，借神话表达了人们对统治者的憎恶和对美好的生活理想的追求。

## 情节介绍
巧姐和庄哥本是一对相爱的恋人。皇帝选美选中了巧姐，便派巫臣带兵抢亲。巧姐不从，跳崖自杀，幸被仙姬所救。仙姬把巧姐变成“画中人”，把画卷送给了庄哥。这样，每当庄哥白日外出劳作和晚间睡眠时，巧姐就从画上走出，替庄哥料理内务。一日，庄哥趁巧姐下画时，悄悄收起了空画。经他再三请求，巧姐下画与他结成夫妇。就在他们拜堂时，巫臣又带兵赶到，将巧姐抢走。为不被皇帝所辱，巧姐复入画中。皇帝无奈，便将此画幽囚于密室中。庄哥念巧姐心切，夜人密室，与之相会，不料被皇帝发现。皇帝调兵抓人，庄哥奋力反抗，烧毁了皇帝的龙袍，但终因寡不敌众被俘。为救庄哥，巧姐被迫为皇帝重绣龙袍。及成，皇帝又生占巧姐杀庄哥之心。庄哥大怒，一剑刺中皇帝身上的新衣。龙袍上的海水竟变成真水。汹涌的水流淹没了皇宫。皇帝与巫臣受到惩罚。庄哥巧姐终于获得了团聚。